# ロック・アップ/スペイン 女子刑務所
『ロック・アップ/スペイン 女子刑務所』（スペイン語：Vis a vis）は、アンテナ3で2015年から2019年まで放送されたスペインのテレビドラマ。日本語の題名にある「ロック・アップ」は英題の「Locked Up」から。

## あらすじ
主人公のマカレナ・フェレイロは恋人でもある社長の指示に従って勤務先の会社の金を着服してしまう。社長は罪に問われない一方で罪を着せられ懲役7年となり女子刑務所に服役する事となった。
そんな彼女は最も危険な囚人であるズレマ・ザヒルのいる雑居房に収容されることとなり、今までとは全く違う世界を知る事となる。

## キャスト

### クルス・デル・スール
囚人
マカレナ・フェレイロ・モリーナ
演 - マギー・シバントス
日本語吹替 - 浅野真澄
シーズン1-4、オアシス
横領の罪で7年の刑を言い渡される。
スレマ・ザヒール
演 - ナイワ・ニムリ
日本語吹替 - 林真里花
シーズン1—4、オアシス
多数の罪で服役中。
エステファニア・"リソス"・カビラ
演 - ベルタ・バスケス
日本語吹替 - 潘めぐみ
シーズン1-4
自動車窃盗の罪で4年間服役中。
サライ・バルガス・デ・へスス
演 - アルバ・フローレス
日本語吹替 - 大津愛理
シーズン1-4、オアシス（ゲスト）
暴行罪で服役中。リソスの元カノ。
アナ・ベレン・"アナベル"・ヴィラ・ロイグ・ガスセス
演 - インマ・クエバス
日本語吹替 - 小若和郁那
シーズン1-3
売春と麻薬で9年服役中。
ソレダッド・"ソレ"・ヌニェス・ウルダド
演 - マリア・イザベル・ディアス
日本語吹替 - 神代知衣
シーズン1-4
放火殺人で服役中。
テレサ・"テレ"・ゴンザレス・ラルゴ
演 - マルタ・アレド
日本語吹替 - 廣田悠美
シーズン1-4
薬物で服役中
アントニア・トルヒーリョ・ディエス
演 - ラウナ・バエナ
日本語吹替 - 杉山滋美
シーズン1-4
強盗で服役中。食堂担当。
ヨランダ・モンテロ
演 - ベレン・クエスタ
日本語吹替 -
シーズン1
強盗で服役中。3週間後に仮釈放の予定だったが殺害された。
マリア・プリエト・"カスペル"・テレス
演 - ドゥニア・ロドリゲス
日本語吹替 -
シーズン1-2
スレマ、サライと同房。
クリスティーナ・"バンビ"・マルキーナ
演 -オリビア・デルカン
日本語吹替 - 櫻庭有紗
シーズン2
自動車窃盗で収監される。
スサナ・タマヨ・ロマン
演 - エレナ・セイジョウ
日本語吹替 - 八百屋杏
シーズン2
誘拐罪で収監される。
職員
ミランダ・アギーレ・セネン
演 - クリスティーナ・プラサス
日本語吹替 -
シーズン1-2
クルス・デル・スール所長
ファビオ・マルティネス・レオン
演 - ロベルト・エンリケス
日本語吹替 -
シーズン1-2、3#2
元警官、看守
アントニオ・パラシオス・リョレト
演 - アルベルト・ベラスコ
日本語吹替 - こばたけまさふみ
シーズン1-2、4
看守
パロマ・ガリード
演 - アナ・ラボーデタ
日本語吹替 -
シーズン1
看守長
イスマエル・バルブエナ・ウガルテ
演 - ハーリーズ・ベセラ
日本語吹替 -
シーズン1-2
看守、警備部長
カルロス・サンドバル・カストロ
演 -ラミロ・ブラス
日本語吹替 -
シーズン1-2、4、オアシス、3#3
医者。シーズン4ではクルス・デル・ノルテ所長

### クルス・デル・ノルテ
囚人
メルセデス・カリージョ
演 - ルース・ディアス
日本語吹替 - 北西純子
シーズン3、4#1
元市議会議員。汚職、横領、贈収賄で服役中。
アカメ
演 - チウ・フイチー
日本語吹替 - 寺依沙織
シーズン3
中国人グループのリーダー
ゴヤ・フェルナンデス
演 - イツィアル・カストロ
日本語吹替 - 八百屋杏
シーズン3-4、オアシス
ルナ・ガリド
演 - アブリル・サモラ
日本語吹替 - 前田一世
シーズン3-4
プルデンシア・モケイラ
演 - アナ・モルゾア
日本語吹替 -
シーズン3
ソレの友人
ファティマ・アミン
演 - ジョージナ・アモロス
日本語吹替 - 松井暁波
シーズン4
スレマの娘
職員
アルタグラシア・ゲレーロ
演 - アドリアナ・パス
日本語吹替 - 浅野まゆみ
シーズン3-4
看守長。過去にメキシコで服役していた。
ヌリア・ミジャン
演 - ザイラ・ペレス
日本語吹替 - 島田愛野
シーズン3-4
看守。
アントニオ・イエロ
演 - ベンハミン・ビクーニャ
日本語吹替 -
シーズン4
看守。スレマの監視役。

### 警察
ダミアン・カスティージョ
演 - へスス・カステホン
日本語吹替 -
シーズン1-4、オアシス
警部
カミロ・ハラペーニョ
演 - ヒューゴ・グスマン
日本語吹替 -
シーズン2
カスティージョの相棒
エレナ・マルティン
演 - ベロニカ・モラル
日本語吹替 - 岸本百恵
シーズン2
潜入捜査官。誘拐事件の捜査でスサナと同房になる。
ネレア・ロハス
演 - イレネ・アヌラ
日本語吹替 -
シーズン3
警部補。カスティージョの相棒。リソスと関係を持つ。

### 刑務所外
レオポルド・フェレイロ・ロボ
演 - カルロス・イポリト
日本語吹替 - ふくまつ進紗
シーズン1-2
マカレナの父。元治安警備隊。
エンカルナ・モリーナ
演 - マリア・サルゲイロ
日本語吹替 -
シーズン1-2
マカレナの母。
ロマン・フェレイロ・モリーナ
演 - ダニエル・オルティス
日本語吹替 -
シーズン1-2
マカレナの兄。
リディア・オズボーン
演 - ソニア・アルマルカ
日本語吹替 -
シーズン1-2
検事。ロマンと再婚予定だった。
ハンバル・"エジプト"・ハマディ
演 - エイドリアン・メディ
日本語吹替 -
シーズン1-2
スレマの恋人。指名手配犯。
カリム・"シリア"・アル・サイード
演 - ハキム・ナウリー
日本語吹替 -
シーズン1-2
エジプトのおじ。
カロリーナ
演 - イレーネ・アルコス
日本語吹替 - 村田遥
シーズン1-2
ファビオの妻。

## 放送・配信

### 放送
- スペイン：アンテナ3
- イギリス：チャンネル4

### 配信
- Netflix
- Hulu